# 148 (număr)
148 (o sută patruzeci și opt) este numărul natural care urmează după 147 și precede pe 149.

## În matematică
- Este al doilea număr (după 1) care este atât un număr heptagonal[2], cât și un număr centrat heptagonal.[3]
- Este al 12-lea număr Mian-Chowla.[4]
- Există 148 de grafuri perfecte cu 6 noduri.

## În știință
- Este numărul atomic al unquadoctiumului, un element ipotetic.

### Astronomie
- NGC 148, o galaxie spirală din constelația Balena.
- 148 Gallia, o planetă minoră (asteroid) din centura principală.
- 148P/Anderson-LINEAR, o cometă descoperită de Anderson.

## Alte domenii
O sută patruzeci și opt se mai poate referi la:
- Sonetul 148 de William Shakespeare.
- Sikorsky CH-148 Cyclone, un elicopter al Forțelelor armate ale Canadei.
- USS Newport News (CA-148), un crucișător greu.
- Harlem–148th Street, o stație a Metroului din New York.
- Piaggio P.148, un monoplan.
- Antonov An-148, un avion produs de Antonov.
- Zborul 148 al Air Inter
- Numărul lui Dunbar